# Hélène de Moscou
Hélène Ivanovna de Moscou (en russe : Елена Ивановна, en lituanien :, en polonais : Helena Moskiewska), (19 mai 1476 - 20 janvier 1513), fille d'Ivan III de Moscou, elle fut, par son mariage avec Alexandre Ier Jagellon, reine de Pologne et grande-duchesse de Lituanie. 

## Biographie

### Jeunesse et plans de mariage

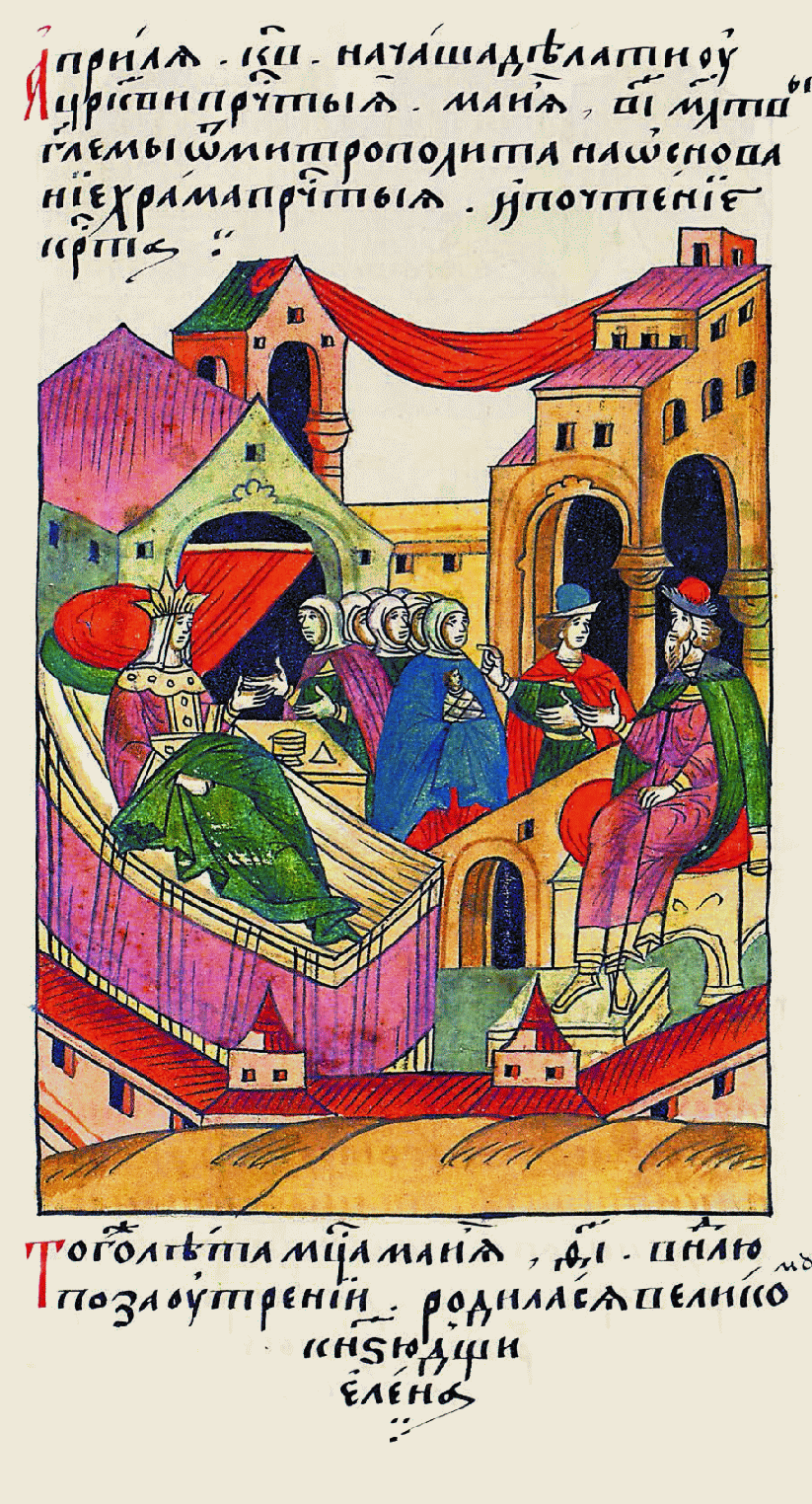
Naissance d'Hélène (Chronique illustrée d'Ivan le Terrible) XVIe siècle

Hélène est la première enfant d'Ivan III, grand-prince de Moscou, et sa seconde épouse Sophie Paléologue. Elle est la sœur aînée de grand Prince de Moscou Vassili III. On sait peu de chose sur l'enfance d'Hélène à Moscou, si ce n'est qu'elle y reçoit une très bonne éducation,. Elle n'est âgée que de huit ans quand, Jan Zabrzeziński (en), grand-maréchal de Lituanie, envisage pour elle un mariage avec l'un des fils du roi de Pologne, Casimir IV Jagellon, à la recherche d’alliés, alors que les Ottomans viennent de s'emparer des ports de Kilia et de Bilhorod-Dnistrovskyï sur la mer Noire.
En 1489, l'empereur Frédéric III du Saint-Empire est lui aussi à la recherche d'une alliance avec la Russie dans la guerre austro-hongroise (en) et contre les revendications polonaises sur le royaume de Hongrie, fondées sur l'héritage de la reine de Pologne, Élisabeth de Habsbourg. L'empereur propose de marier Hélène et sa sœur cadette Théodosie aux ducs de Habsbourg. Ivan III envisage  plutôt de la marier à son fils, Maximilien Ier, devenu veuf, mais cette proposition n'est pas prise au sérieux par Frédéric III. Dans le même temps, la mère d'Hélène, la grande-duchesse Sophie consulte son frère André Paléologue et le diplomate Filippo Buonaccorsi qui conseillent une alliance avec la Pologne. Une alliance excluant toute idée de mariage est néanmoins conclue entre le Saint-Empire et Moscou en août 1490. Après la paix de Presbourg, en 1491, l'alliance perd de sa pertinence et de nouvelles propositions de marier Hélène à Maximilien ou même à son fils, Philippe, ne reçoivent pas beaucoup de soutien.
En août 1492, peu de temps après la mort de roi de Pologne Casimir IV Jagellon, Ivan III attaque le grand-duché de Lituanie. Cette attaque marque le début des guerres Russo-Lituaniennes. L'armée moscovite est victorieuse, tandis Jean Ier Albert Jagellon devient roi de Pologne et qu'Alexandre Ier Jagellon devient grand-duc de Lituanie. Une paix est conclue, et le mariage d'Alexandre et Hélène le meilleur moyen de la garantir. Un traité de paix « éternel » est conclu le 5 février 1494. L'accord de paix marque les premières pertes territoriales de la Lituanie au profit de la Russie qui reçoit la principauté de Viazma et une importante région- la zone perdue est estimée à environ 87 000 kilomètres carrés- sur le cours supérieur de la rivière Oka. Dès le lendemain de la confirmation officielle du traité, Alexandre et Hélène sont fiancés (le rôle de l'époux a été réalisée par Stanislovas Kęsgaila).

### La vie avec Alexandre Jagellon
La foi orthodoxe d'Hélène crée un certain nombre de complications. Alexandre a dû recevoir une autorisation spéciale du pape Alexandre VI pour se marier avec une non-catholique. En octobre 1494, il doit également signer un accord formel avec Ivan III stipulant qu'Hélène ne serait pas forcée à se convertir. Il tenta bien d'ajouter qu'elle pourrait choisir elle-même de se convertir, mais Ivan III rejeta catégoriquement l'amendement. Ivan III laissa a Hélène des instructions très précises sur la façon de se comporter, qui inviter à déjeuner, où prier, (il lui était interdit de visiter les églises catholiques). Il demanda également à Alexandre de faire construire une église orthodoxe dans l'enceinte du château de Vilnius.
En janvier 1495, Hélène, accompagnée de quatre-vingts nobles et serviteurs, quitte Moscou en direction de Vilnius, qu'elle atteint le 15 février 1495. Le même jour le couple était marié. La cérémonie est une combinaison complexe de traditions catholiques et orthodoxes. Hélène a prié et s'est préparée dans la cathédrale orthodoxe de l'Assomption avant de gagner la cathédrale de Vilnius. Elle est vêtue d'une robe de mariage traditionnelle russe. La cérémonie est présidée par l'évêque catholique de Vilnius Wojciech Tabor, et par le prêtre orthodoxe Foma qui a accompagné Hélène depuis Moscou. Il semblerait qu'Hélène n'ait pas apporté beaucoup de dot (quelques bijoux, trois icônes, de l'argent et des plats dorés, des tissus coûteux, des fourrures, et un chariot avec des chevaux). Alexandre attendra jusqu'en août 1501 pour lui faire don de quelques terres. 
D'emblée, Hélène doit faire face à une situation politique délicate. Il semble par exemple que la reine mère Élisabeth de Habsbourg ait intentionnellement manqué la cérémonie du mariage et maintenu un pression constante sur sa belle-fille pour obtenir sa conversion. Son refus provoque la colère et les insultes d'Elisabeth non seulement contre Hélène, mais aussi contre son fils. Hélène aurait bien voulu éviter un conflit avec la noblesse et le clergé catholique, mais d'un autre côté elle devait obéir à son père qui continuait à envoyer des lettres avec des instructions politiques. Elle ne s'implique toutefois pas dans les intrigues politiques de son père et demeure fidèle et obéissante à son mari.
La jeune reine fait quelques dons à l'église orthodoxe du Saint-Esprit et au monastère de Vilnius, à une église à Minsk, et au Monastère de l'Annonciation de Supraśl, mais se garde de faire de grands gestes en faveur de l'orthodoxie. Elle ne proteste pas quand en mai 1495, ses serviteurs russes sont soupçonnés d'espionnage et renvoyés à Moscou. Lorsqu’ils se rendaient ensemble dans une ville, Alexandre devait se rendre seul à l'église comme il était de coutume avant la réception officielle et Hélène ne pouvait rentrer dans la ville que plus tard. Malgré ces complications, le mariage semble être très aimant et le couple royal demeure très proche, en dépit des tensions politiques et religieuses.
Il semble qu'Hélène ait été deux fois enceinte (en 1497 et 1499), mais que les grossesses se soient terminées en fausses couches.

## Sources
(juillet 2025).
- Notices d'autorité :   - VIAF
  - GND
  - Pologne
  - Tchéquie
- (lt) Duczmal, Małgorzata (2012). Jogailaičiai . Traduit par Birutė Mikalonienė et Vyturys Jarutis.  (ISBN 978-5-420-01703-6).
- (en) Kiaupa, Zigmantas, Jūratė Kiaupienė, Albinas Kunevičius (2000) [1995]. L'histoire de la Lituanie avant 1795  (ISBN 9986-810-13-2).
- (lt) Petrauskas, Rimvydas, Jūratė Kiaupienė (2009). Lietuvos istorija. Nauji horizontai: dinastija, visoumenė, valstybė IV. Baltos lankos.  (ISBN 978-9955-23-239-1).